# 인도네시아 음악

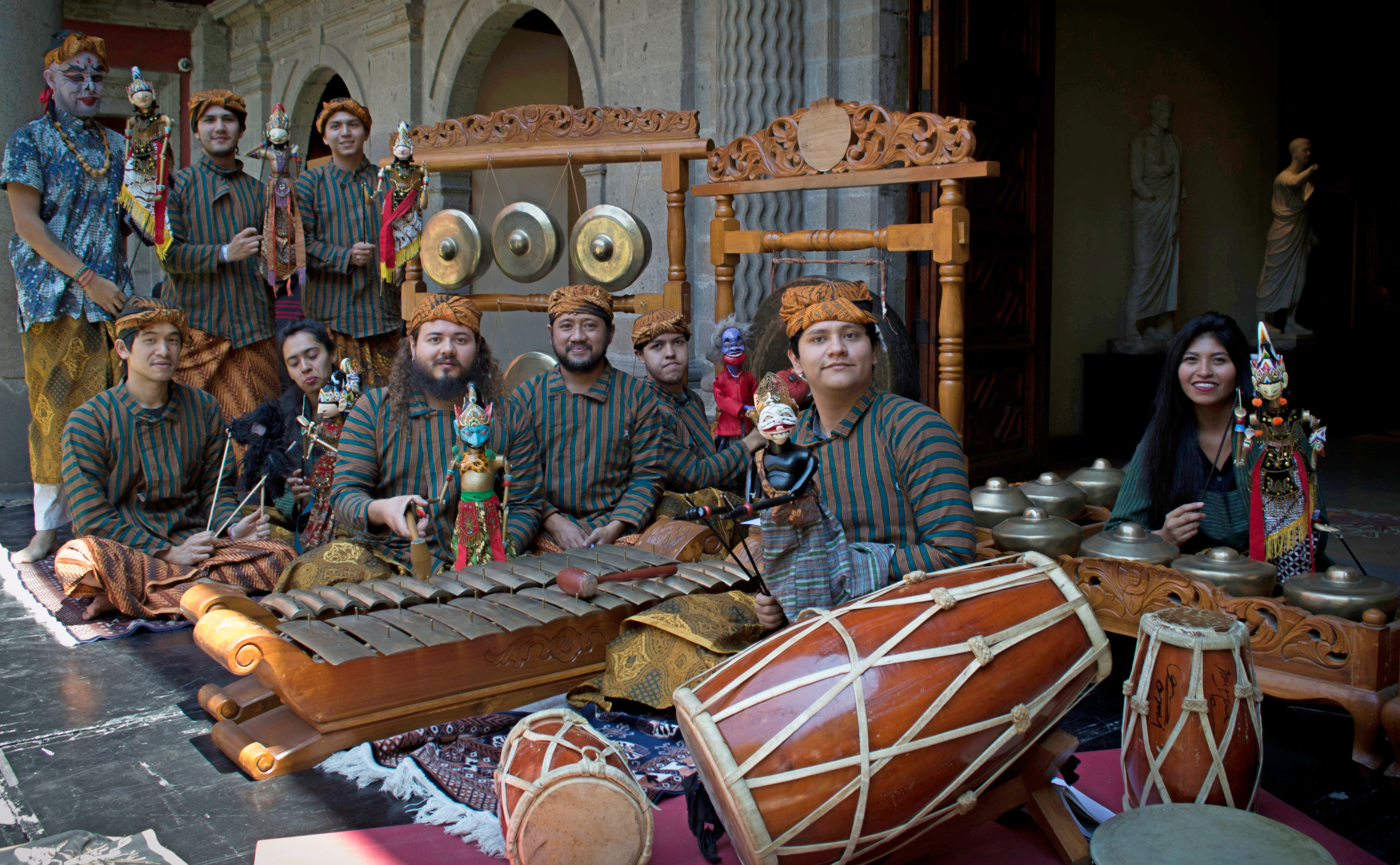

인도네시아 음악은 동남아시아 지역 음악의 한 종류이다. 대표적인 것은 가믈란(gamelan)이다.

## 역사
자와섬, 수마트라섬, 보르네오섬을 중심으로 하는 인도네시아에는 AD 1-2세기경에 인도의 영향을 받아 힌두교(Hinduism)가 들어왔고, 다시 5세기경에는 불교가 들어와 두 가지 종교가 융합하여 번영을 이루었다. 자와에 있는 보로부두르(Boro Budur)의 석조(石彫)사원은 8세기 이전의 토착 악기와 인도 불교음악의 악기를 전하고 있다. 13세기에 이슬람교가 들어와 15세기에는 이슬람교도가 자와섬을 완전히 지배하게 되었다. 이에 따라 힌두교는 발리섬에서 겨우 명맥을 유지하게 되었다. 16세기부터는 포르투갈, 네덜란드, 영국 등 서양의 영향을 받았다.

## 가믈란
인도네시아 음악의 일종으로서 대규모의 기악 합주 형태이다. '가믈란'이라는 말은 오케스트라라는 뜻이다. 이 관현악은 두어개 악기에서부터 75개 이상의 악기를 사용한다. 이렇게 오케스트라 규모의 대소에도 불구하고, 그것에는 기본적인 것이 있으니, 첫째로 기본선율은 비교적 느리게 원점(原点)만 치고, 둘째로 이 중심테마에 간점(間点)을 넣는데 그 간점에도 여러 층이 있고, 끝으로 공(gong, 징)이 이따금 울려 선율에 구두점을 찍어 준다. 가믈란은 주로 무용과 연극의 반주에 쓰인다. 연극에는 배우와 춤추는 사람이 등장하는 것과 부채같이 넓은 것을 사람 모양으로 오리고 채색한 것을 휘장 위로 꼭두각시처럼 놀리는 와양 쿨릿(wayang kulit)이 있는데 이 인형극에서는 가믈란은 인형을 놀리는 사람(dalang)의 말이 들리게 가만히 연주한다. 가믈란은 달랑이 시키는 곡을 연주하므로 연극을 시작할 때까지 무슨 곡을 해야 할지 전혀 모른다. 인형극은 대략 8시부터 12시까지와 12시부터 새벽 3시까지, 3시부터 6시까지 이렇게 세 부분으로 나누어 연출하는데 가믈란은 그 세 경우에 맞는 파텟(patet, 旋法)을 각각 연주하고, 또한 힌두(Hindu) 이야기일 때는 살렌드로 음계(salendro 音階)로 연주하고, 자바의 이야기일 때는 펠록 음계(pelog 音階)로 연주한다

### 기본음계
인도네시아 음악에는 두 가지 기본음계가 있는데, 하나는 살렌드로(salendro)이고 또하나는 펠록(pelog)이다. 그러나 실제 악기의 조율(調律)을 조사해 보면, 음정이 악기마다 달라서 같은 음정을 찾아볼 수 없다. 그래서 음정을 얘기할 때 그것은 대표적 음정이지 표준 음정이 아닌 것을 염두에 두어야 한다. 더 정확하게 말하려면 이 음정은 어디의 어느 악기의 음정이라고 써야 한다. 보통 살렌드로는 5음계이고 펠록은 7음계라지만 그 두 음계의 차이는 그것에서 오는 것이 아니고 음정이 넓고 좁은 것에 달렸다. 자와 사람들은 살렌드로는 넓은 음정으로 된 것이고 펠록은 좁은 음정으로 된 것이라고 설명한다. 다음 표는 살렌드로와 펠록의 음정을 센트법(cent 法)으로 표시하고, 서양 평균율(平均率)과 비교한 것이다.

## 선법
인도네시아 음악에서는 선법을 파텟(patet)이라고 하며 여러 가지 파텟이 있다. 살렌드로에는 세 파텟이 있으니, 즉 파텟 넴(patet nem), 파텟 상아(patet sanga), 파텟 마뉴라(patet manyura)이고, 또 펠록에도 위에 예시한 표와 같이 세 가지 파텟이 있다. 인도네시아의 음명(音名)은 바랑(barang, 기초라는 뜻), 굴루(gulu, 제3이란 뜻), 다다(dada), 리마(lima, 제5라는 뜻), 넴(nem, 제6이란 뜻) 등이 있어 각 파텟마다 중요음은 동그라미(○)로 표시하였다. 예를 들면 위의 표에서 살렌드로 파텟 마뉴라(slendro patet manyura)는 다다(dada, 서양음의 G 비슷한 것), 넴(nem, C에 가까운 것), 굴루(gulu, F에 가까운 것)를 중요음으로 썼다. 또 파텟 상아는 넴과 다다를 쓰지 않고 대신 바랑과 리마를 중요음으로 썼다. 이같이 살렌드로 음계에서는 파텟, 즉 선법이 달라짐에 따라서 같은 음이라도 그 음의 기능이 달라진다. 위에 말한 파텟 마뉴라에서 세 중요음 F－C－G가 5도 관계에 있는데, 그 5도들은 동일한 5도가 아니고 각각 다르다. 따라서 그 다른 5도를 로마 숫자 Ⅰ, Ⅱ, Ⅲ으로 표시하였는데, 이 제1의 5도, 제2의 5도가 선율 진행을 인도한다. 펠록 음계는 7음으로 되어 있지만 그 중 5음만이 세 가지 파텟에 필요하고 2개의 부차적 음은 파텟에 따라서 다르다. 그 부차적 음은 위의 표에서 괄호로 표시되었다. 연주할 때 첫머리 또는 끝나는 선율형에 의하여 그 음악이 무슨 파텟인가를 알 수 있다. 그리고 각각 다른 파텟으로 연극의 장면이 낮인지 밤인지 어느 계절인지를 연상할 수 있다.

## 악기
인도네시아 음악의 악기는 크게 5가지로 나눌 수 있다. (1) 중요한 선율타악기로는 사론(saron), 근데르(gnder)가 있으며, (2) 장식(裝飾) 선율타악기에는 보낭(bonang), 감방 카유(gambang kayu)가 있는데 감방 카유는 실로폰처럼 목제의 건반을 가지고 있으며 빠른 패시지(passage)로 테마를 장식한다. (3) 리듬 악기에는 4가지 종류의 공(gong)이 있으니 크툭(ketuk), 크농(kenong), 큼풀(kempul), 큰징(gong ageng) 등이다. (4) 현악기에는 해금같이 2현을 가진 레밥(rebab, 라바브), 양금 같은 첼렘풍(tjelempung) 등이 있고, (5) 관악기에는 단소 같은 술링(suling) 등이 있다.

### 사론
인도네시아의 선율타악기. 가믈란(gamelan)의 연주에 가장 기본적인 선율악기이다. 실로폰같이 생긴 악기로, 청동편(靑桐片)을 줄지어 늘어놓고 나무로 만든 망치로 친다. 선율의 한 음을 치고 나서는 왼손의 모지(母指)와 식지(食指)로 철편을 잡아서 그 여음을 막는다. 사론에는 대·중·소 세 가지가 있는데, 작은 것은 소리가 높고 큰 것은 소리가 낮다. 대개 크고 낮은 소리를 내는 악기는 음을 드문드문 치는데 높은 소리를 내는 악기일수록 잔(細)음을 많이 넣는다. 마치 여과기(濾過器)에서 밑의 모래는 제일 굵고 올라갈수록 모래가 작아지는 것과 같다.

### 근데르
인도네시아의 선율타악기. 대·중·소의 세 가지가 있는데, 이것은 방향(方響)처럼 철편(鐵片)을 끈으로 엮어서 그 철편 하나하나에 공명(共鳴)의 대통(大筒)을 밑에 놓은 것이다. 근데르는 공명통과 솜방망이 같은 망치로 인하여 부드러운 소리를 낸다. 중형(中形)의 근데르가 간점(間点)을 많이 연주하는 것으로 알려졌으며 두 손이 각각 다른 멜로디를 부산하게 치기 때문에 그 여음을 손가락으로 잡아막는 데 특별한 기술이 필요하다.

### 보낭
인도네시아의 선율타악기. 사론이나 근데르가 주선율을 연주하는 데 비해 보낭은 주선율의 장식음을 연주한다. 꼭지 달린 덮개가 있는 밥그릇 같은 것 10개 이상을 줄 위에 두 줄로 올려놓은 것으로, 대·중·소 3가지가 있다. 테마의 변주곡을 연주한다.

### 공
이 악기는 한국의 징과 비슷한 타악기로 세계 여러 나라에서 쓰인다. 인도네시아 음악에서는 리듬타악기로 쓰며 여러 가지가 있다. 아래에 예시한 16박의 악구(樂句)에서 갖가지의 공은 선율에 제각기 구두점(句讀點)을 찍는다. 4가지 공의 리듬은 아래와 같이 나온다. 제일 작은 밥그릇 같은 크툭(ketuk)은 제일 자주 치고, 그보다 좀 큰 크농(kenong)은 그 다음이고, 몇 개의 공을 매단 큼풀(kempul)은 세 번만 치고, 매단 큰징(gong ageng)은 한번만 나온다. 이 큰징을 한번 치면 한 악구가 끝났다는 것을 알 수 있다.

## 같이 보기
- 록 음악
- 팝 음악